# Filoksenos I Nemrud
Filoksenos I Nemrud (ur. ?, zm. ?) – w latach 1283–1292 84. syryjsko-prawosławny Patriarcha Antiochii.